# Creative Arts and Music Project
 Creative Arts and Music Project (CAMP) ist ein internationales Festival für Visual Music das seit 1999 besteht.
Das Festival ist Plattform sowie interaktives Forschungslabor für Klangkünstler, Musiker und Künstler aus den Bereichen Videokunst, Installation, und Neue Medien. Veranstalter des Festivals ist Camp e.V. Künstlerische Leitung: Friedemann Dähn und Thomas Maos, die Organisation unterliegt Stefan Hartmeier und Martin Mangold.
„Neben Festivals wie Soundframe Wien, Cinematics Brüssel oder Transmediale Berlin ist das 1999 ins Leben gerufene Camp-Festival derzeit eine der vielversprechendsten Veranstaltungen zur Visual Music. Die beteiligten VJs, Installationskünstler, Musiker und Computer-Nerds bringen keine fertigen Werke mehr mit, sondern erarbeiten diese dialogisch beim Camp als »Labor auf Zeit«, wie es die Organisatoren Fried Dähn und Thomas Maos ausdrücken.“ DIE ZEIT
In Lectures und Workshops werden Themen, Fragestellungen und Ergebnisse aufgearbeitet und vermittelt. Die Arbeit der Künstler wird dokumentiert und analysiert. In Texten, Bildern und mit der Videodokumentation der Proben und der Aufführungen steht danach eine große Menge an Anschauungsmaterial zur Verfügung, das sowohl den Projektpartnern als auch interessierten Außenstehenden zugänglich gemacht wird. Das Festival fand seither auf Einladung an verschiedenen Orten statt: 2005 Montemor-o-Novo (Portugal), 2007 Württembergischer Kunstverein Stuttgart – gefördert von der Kulturstiftung des Bundes, 2010 HfG Karlsruhe, 2011 Zagreb (Kroatien). 2009 feierte das Festival mit der zehnten Veranstaltung Jubiläum im Württembergischen Kunstverein Stuttgart.
Beim Camp-Festival im Herbst 2011 in Karlsruhe wurde die Zusammenarbeit zwischen der Kunstakademie Zagreb und der Hochschule für Gestaltung in Karlsruhe mit Studentenaustausch und Vorträgen einiger Lehrender beider Institute weitergeführt.
2013 wurde CAMP zum Schweizer Salon der Biennale in Venedig eingeladen: „Go with the Flow or: Digital Fluxus. The CAMP Festival for Visual Music With Fried Dähn, Thomas Maos, Claudia Robles-Angel, Maria Fernandez, Rodolfo Lillo.“

## Veranstaltungsorte
- Camp 2003: Kirchentellinsfurt
- Camp 2005/1: Stuttgart
- Camp 2005/2: Montemor-o-Novo (Portugal)
- Camp 2007: Stuttgart
- Camp 2009: Stuttgart
- Camp 2010: Karlsruhe
- Camp 2011: Zagreb (Kroatien) / Karlsruhe ZKM
- Camp 2012: Stuttgart
- Camp 2013: Cluj (Rumänien)
- Camp 2015: Stuttgart
- Camp 2017: Sofia (Bulgarien) / Potsdam